# João Rodrigues de Vasconcelos e Sousa
João Rodrigues de Vasconcelos e Sousa, 2.° Conde de Castelo Melhor jure uxoris a 12 de Setembro de 1631, foi um militar e administrador colonial português.

## Biografia
Filho sucessor de Luís de Sousa Ribeiro de Vasconcelos e de sua mulher Maria de Moura, era senhor de Almendra, Castelo Melhor, Valhelhas, Gonçalo e Famalicão e alcaide-mor do castelo de Penamacor por direito de sua mulher, e exerceu os cargos de alcaide-mor do castelo de Pombal e comendador de Pombal, Redinha, Facha e Salvaterra do Extremo na Ordem de Cristo. Foi igualmente detentor dos Morgados de Mouta Santa e Roufe e senhor donatário das Saboarias de Coimbra, Lamego, Viseu, Guarda, Pinhel e das Conquistas do Ultramar.
Foi governador das armas e do Conselho de Guerra. Casou com Mariana de Lencastre Vasconcelos e Câmara, 2.ª Condessa de Castelo Melhor.
Distinguiu-se com patriotismo no período da Restauração da Independência de Portugal. Achava-se na Índia quando foi aclamado rei D. João IV de Portugal, onde empreendeu uma empresa, que ainda não conseguida, será eternamente gloriosa: intentou, junto com D. Rodrigo Lobo e outros fidalgos, trazer para o seu País, os galeões que estavam em Cartagena. Descoberto o seu intento foi preso com os seus companheiros, resistindo estoicamente aos sofrimentos que lhe foram impostos, para não denunciar os seus cúmplices. Quando regressava sob prisão a Castela, salvaram-no corsários holandeses que o raptaram a pedido de D. João IV, e o conduziram à Pátria.
Recebido com todas as honras pelo novo monarca, deu-lhe os cargos de Governador das Armas das províncias do Minho e Alentejo e foi Conselheiro de Guerra.
Depois partiu de Lisboa a 4 de novembro de 1649, no comando da primeira Armada da Companhia Geral do Comércio do Brasil, como Governador-Geral do Brasil nomeado, tendo como imediato o almirante Pedro Jacques de Magalhães, futuro Visconde de Fonte Arcada. Tomou posse na Bahia a 4 de janeiro de 1650.
Mal provida dos gêneros estancados, no ano seguinte registrou-se enorme escassez de gêneros no Brasil e os protestos contra a Companhia se multiplicaram. Em 1650 a Câmara Municipal do Rio de Janeiro estabeleceu um tabelamento de preços para a venda ao consumidor dos géneros mais necessários.
Voltando ao reino governou pela segunda vez as Armas da província do Minho, acompanhado do seu filho, Luís de Vasconcelos e Sousa, ainda combateu na campanha de 1658 da Guerra da Restauração contra a finalização do domínio filipino sobre o Reino de Portugal.
Morreu em 1658.